# Arzakan
Arzakan – wieś w Armenii, w prowincji Kotajk. W 2011 roku liczyła 2390 mieszkańców.